# Кирівка (Курська область)
Кирівка (рос. Кировка) — присілок в Тимському районі Курської області Російської Федерації.
Населення становить 144 особи. Входить до складу муніципального утворення Вигорновська сільрада.

## Історія
Населений пункт розташований на території українського етнічного та культурного краю Східна Слобожанщина.
Від 2004 року входить до складу муніципального утворення Вигорновська сільрада.

## Населення
| 2002 | 2010 |
| ---- | ---- |
| 201  | ↘144 |